# Dietrich III. (Holland)

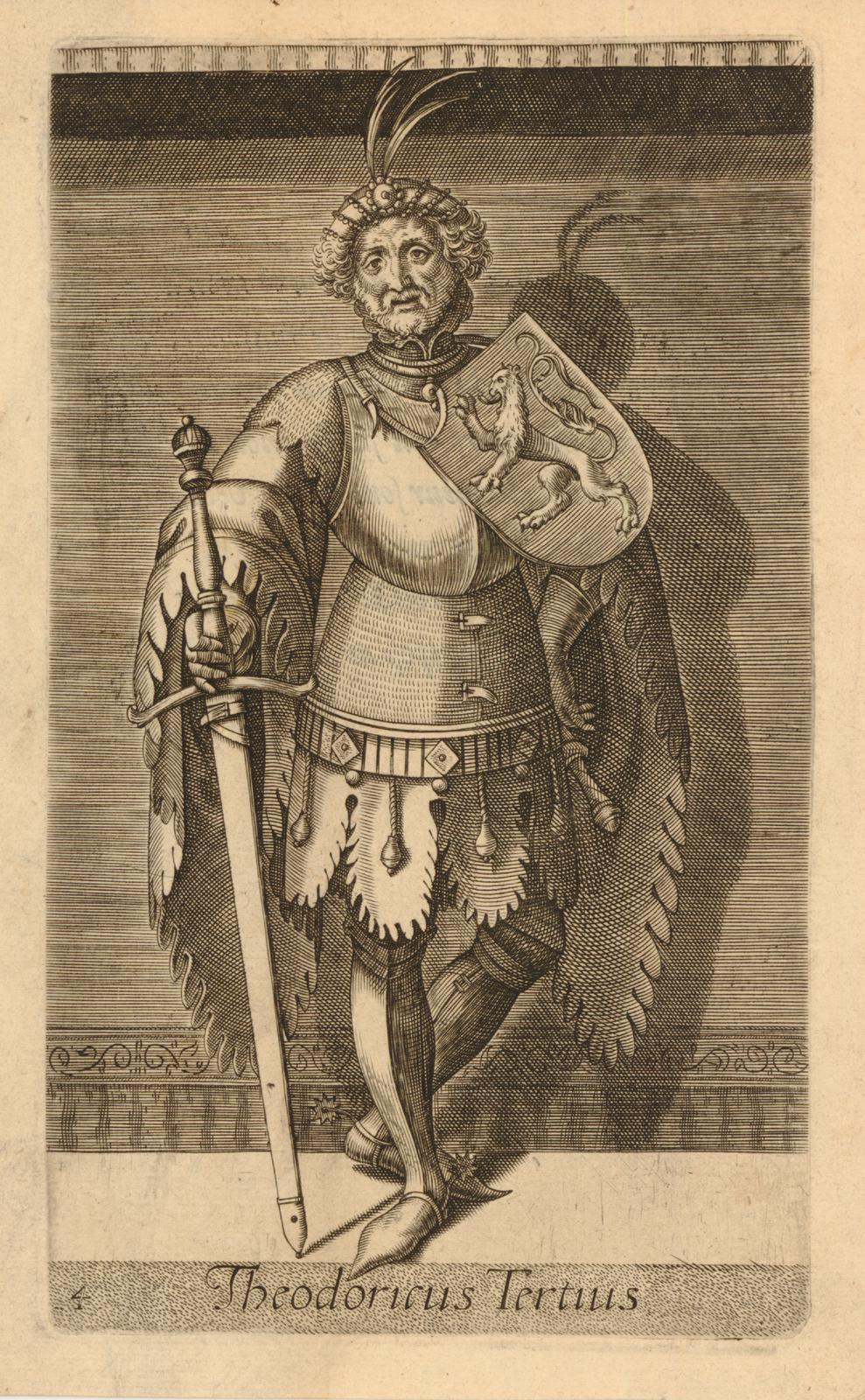
Dietrich III., ahistorische Phantasiedarstellung 1586

Dietrich III. genannt der Jerusalemer (Theodericus Hieroselymita; auch Diederik oder Dirk) († 27. Mai 1039) war Graf von Holland von 993 bis 1039.

## Die Grafschaft
Bis zum Jahr 1101 wurde die Grafschaft Holland Westfriesland genannt, so dass Dietrichs tatsächlicher Titel der eines Grafen in Friesland war. Westfriesland unterschied sich zu der Zeit stark von den heutigen Niederlanden; der größte Teil des Landes war unbewohntes Wattenmeer und Sumpfgebiet, bewohnt waren lediglich die Dünen an der Küste und die Flusstäler.

## Dietrichs Regentschaft
Dietrich III. gehörte zur Familie der Gerulfinger; er war ein Sohn von Graf Arnulf und der Luitgard, einer Tochter von Graf Siegfried I. von Luxemburg. Er stand in seinen ersten Jahren unter der Regentschaft seiner Mutter, einer Schwester von Kaiserin Kunigunde, der Ehefrau Kaiser Heinrichs II. Ihm wird bei Beiname der Jerusalemer (Hieroselymita) zugeschrieben, woraus geschlossen wird, dass er eine Pilgerfahrt ins Heilige Land unternahm.

### Konflikt mit dem Kaiser
Vor 1018 war Dietrich ein machtloser Vasall Heinrichs II., obwohl sich sein Lehen in einer strategisch wichtigen Position befand: Utrecht, im Rheindelta gelegen, war die größte Handelsstadt der deutschen Könige, die Händler mussten durch Dietrichs Grafschaft segeln, um die Nordsee zu erreichen.
Dietrich III. ließ in Vlaardingen eine Festung bauen, mit deren Hilfe er – ohne Genehmigung des Kaisers – Zoll erhob. Kaufleute aus Tiel alarmierten den Kaiser auch über gewalttätige Übergriffe von Dietrichs Leuten gegen sie. Der Kaiser entschloss sich, Dietrichs Herrschaft zu beenden und übertrug das Land dem Bischof von Utrecht. Eine große kaiserliche Armee zog gegen die neue Festung. In der anschließenden Schlacht von Vlaardingen am 29. Juli trug Dietrich III. jedoch einen äußerst wichtigen Sieg davon, in deren Ergebnis er nicht nur seinen Besitz behielt, sondern auch die Erlaubnis bekam, weiterhin Zoll zu erheben.
Nach Dietrichs Tod 1039 fiel die kaiserliche Armee mehrfach ins Land ein, um das Land der holländischen Grafen zu beanspruchen. Der mächtige Graf Robert I. von Flandern half Dietrich V., Urenkel Dietrichs III. und sein eigener Stiefsohn, die Machtposition der Grafen wiederherzustellen.

## Familie
Verheiratet war Dietrich mit Othelendis († 9. März 1044), Tochter des Bernhard von Sachsen. Mit ihr hatte er drei Kinder:
- Dietrich IV. († 13. Januar 1049), 1039 Graf von Holland;
- Florens I. († 18. Juni 1061), 1049 Graf von Holland;
- Bertrada, ⚭ Dietrich I. († 1056), Graf im Lies- und Rittigau.